# Т-55АГМ
Т-55АГМ — український проєкт модернізації танків другого покоління Т-54, Т-55, Т-62 і Тип 59.

## Опис

### Озброєння
Поглиблена модернізація бойового відділення дозволяє за бажанням замовників встановлювати новітні гармати калібру 120 або 125-мм. Більшість танків озброєні новітньою 120-мм гарматою КБМ2, модернізованим варіантом КБМ1 спеціально для боєприпасів бронетехніки країн НАТО. Гармата може вести вогонь усіма видами снарядів: керованими ракетами «Комбат», осколково-фугасними, осколково-шрапнельними снарядами, бронебійними та кумулятивними снарядами. Дальність стрільби звичайними снарядами становить від 2000 до 3000 метрів, ракетами — до 5000 метрів (ймовірність влучання 80 %). Завдяки автомату заряджання скорострільність машини досягає 8 пострілів на хвилину, а екіпаж скорочений до трьох осіб.
Т-55АГМ озброєний також зенітним кулеметом калібру 12,7-мм і спареним 7,62-мм кулеметом. Залежно від замовлення можливе встановлення кулеметів КТ, ПКТ або НСВТ. Зенітна установка веде вогонь зі швидкістю 700 пострілів на хвилину, дальність її стрільби до 2000 м вдень і до 800 м вночі.

### Система керування вогнем
Сучасний комплекс управління вогнем забезпечує високу точність стрільби під час руху для навідника і командира. Його складові:
- Денний приціл навідника 1К14. Має стабілізовану в двох площинах лінію візування, лазерний далекомір і канал керування ракетою. У ньому реалізована автоматизована компенсація відведення гіроскопів. Має 10-кратне збільшення. Лазерний далекомір дозволяє вимірювати відстань до цілі (до 9990 м) з точністю до 10 метрів. Діяльність висвічується з сигналом готовності до стрільби і типом боєприпасу в нижній частині поля зору прицілу навідника.
- Тепловізійний приціл ПТТ-М. Складається з оптоелектронного приладу навідника, монітора і пульта управління командира. Дозволяє виявляти цілі і вести вогонь при будь-яких погодних умовах на великих відстанях з високою точністю (зокрема в умовах поганої видимості і в темний час доби). Дозволяє ігнорувати наявність перешкод для спостереження (наприклад, дим).
- Прицільно-спостережний комплекс командира ПНК-4С. Складається з комбінованого денно-нічного прицілу командира ТКН-4С і датчика положення гармати.
- Комбінований приціл командира ТКН-4С. Має стабілізовану у вертикальній площині лінію візування і три канали (денний одноразовий, денний багаторазовий з 7,6-кратним збільшенням і нічний з 5,9-кратним збільшенням)
- Зенітний приціл ПЗУ-7. Дозволяє вести вогонь по літаках і вертольотах із зенітно-кулеметної установки, перебуваючи під захистом броні башти.
- Цифровий балістичний обчислювач ЛИО-В. Призначений для розрахунку балістичних поправок. Автоматично враховує сигнали, що надходять з датчиків швидкості танка, кутової швидкості цілі, кута крену осі цапф гармати, поперечної складової швидкості вітру, дальності до цілі і курсового кута. Додатково вручну вводяться температура навколишнього повітря, температура снаряда, знос каналу ствола, тиск навколишнього повітря тощо.
- На випадок аварійної ситуації передбачені ручні приводи наведення гармати і башти.

Привід башти — електричний, а привід гармати — гідравлічний. Стрільба ракетами здійснюється як в станціонарні стані, так і в русі. Стрільба зі спареного з гарматою кулемета здійснюється з місця навідника або командира у стаціонарні цілі (будівлі й бункери). Унікальними є ракети, якими стріляє танк: кожна ракета має тандемну бойову частину, що дозволяє їй вражати цілі, оснащені динамічним захистом, а також сучасну багатошарову броню, що має поліпшені характеристики захисту від кумулятивних боєприпасів. Також можлива атака вертольотів, які неможливо знищити звичайним танковим озброєнням.

### Силова установка
Установка розроблена на основі двотактного двигуна 5ТДФМ потужність 850 к.с., у вигляді окремого модуля, який приварюється натомість відрізаної кормової частини корпусу. Двигун може працювати на дизельному, бензиновому, гасовому, реактивному паливі або їхній суміші в будь-якій пропорції. Сам він є багатопаливним дизелем з прямоточною продувкою, має рідинне охолодження, горизонтальне розташування циліндрів і зустрічно-рухомі поршні. Двигун прикріплюється за допомогою двох циліндричних опор, співвісних валу відбору потужності і розташованих на торцях двигуна, а також передньої опори на нижній поверхні двигуна. Знімання потужності здійснюється з двох боків колінчастого валу.
Особливістю силової установки є ежекційна система охолодження (працює на випускних газах), високоефективна система очищення повітря (Циклон-касетний повітроочисник, що очищає повітря від пилу на 99,8 %), наявність спеціального повітрозабірного пристрою для подолання броду глибиною до 1,8 м і висока герметичність моторного відсіку. Система охолодження рідинна, закрита, примусова, полегшена завдяки відсутності вентилятора і редуктора приводу, що забезпечує високий рівень надійності та саморегулювання і гарантує експлуатацію танка без обмежень при високих температурах.

### Швидкість
На танку встановлена 7-швидкісна коробка передач. Завдяки модернізації максимальна швидкість становить 70 км/год, п'ять передач заднього ходу дають швидкість відкоту понад 30 км/год, а система управління рухом дозволяє здійснювати на першій передачі поворот навколо загальмованої гусениці і осі танка. Т-55АГМ долає без підготовки брід глибиною 1,8 м, а при підготовці до підводного руху проходить брід глибиною 5,0 м. Експлуатація відбувається при температурі до 55 °С, а в запилених умовах до обслуговування касет 35 мотогодин або 1000 км.

### Захищеність і живучість
На Т-55АГМ присутні активна система захисту «Фантом» і вбудований динамічний захист «Ніж». Комплекс додаткового захисту складається з пасивного броньового і вбудованого динамічного захисту. На носі корпусу встановлений знімний модуль, а на бортах — силові екрани і гумовотканинні щитки. По зовнішньому периметру лобових і бортових ділянок вежі розміщені модульні секції, а також контейнери, встановлені на даху вежі. Захисна дія вбудованого динамічного захисту від кумулятивних засобів заснована на руйнуванні, дробленні і зміні напрямку кумулятивного струменя, а на кінетичний снаряд — на руйнуванні його корпусу і зміні його напрямку. В обох випадках для цього вибухає речовина, прихована в елементах динамічного захисту.
Встановлення вбудованого динамічного захисту підвищує рівень захисту танка від кумулятивних снарядів у 2,3-2,6 рази, а від кінетичних снарядів — в 3,5-4,3 рази. Елементи, що не входять до основного динамічного захисту, не детонують при влучанні куль калібром 7,62 і 12,7-мм, а також снарядів калібром менше 30 мм і запалювальних сумішей типу напалм. Можлива установка системи постановки аерозольної завіси (СПАЗ), яка призначена для придушення систем управління ПТКР, що використовують лазерне підсвічування цілей, а також артилерійських систем, що мають лазерні далекоміри.

## Модифікації
- Т-55АГМ — базова модель;
- T-55M8-A2 Tifon II — український варіант модернізації Т-55АГМ спільно з перуанською компанією Desarrollos Industriales Casanave SA, призначений спеціально для Перу. Передбачається, що Україна поставить машинокомплекти, а Casanave на своїх потужностях виконає модернізацію. Маса танка зросте до 46 тонн. Основне озброєння — 125 мм гладкоствольна гармата КБМ-1М.